# Удмуртская кухня
Удмуртская кухня (удм. Удмурт сиён-юонъёс) — национальная кухня удмуртов финно-угорского народа, преимущественно проживающего на территории Удмуртской Республики.

## История
Исторически удмурты занимались земледелием, особенно выращиванием злаковых и животноводством. Соответственно, это и оказало самое большое влияние при формировании удмуртской кухни.
Также влияние на удмуртскую кухню оказали соседние русская, марийская, татарская и башкирские кухни.

## Характерные продукты

### Пища растительного происхождения
Среди продуктов растительного происхождения лидерами удмуртской кухни являются злаковые, а вот овощи и фрукты встречаются гораздо реже. Удмурты выращивали пшеницу, рожь, овес, гречиху, горох и лен. Основные овощи — репа, свекла, редька, хрен, морковь, капуста, лук и чеснок. В летнее время используют много дикорастущих трав, зелени, грибов и ягод.

### Мясо и рыба
В отношении мяса удмуртская кухня имеет одну уникальную особенность. У удмуртов мясо принято варить, запекать, вялить, солить, но не жарить. Самое популярное мясо в удмуртской кухне — это говядина и баранина, реже встречается конина и свинина. Мясо птицы тоже всегда присутствовало в удмуртских рецептах. Обычно это утиное или гусиное мясо: кур удмурты разводили меньше. Рыба также была праздничным и ритуальным блюдом, подавалась на свадьбах и поминках.

### Молочные продукты
Молоко также всегда было в почете у удмуртов. Из него обычно готовили различные молочные продукты — сметану, творог, аръян. Сливочное масло считалось праздничным продуктом и в повседневной удмуртской кухне употреблялось редко.

### Специи
В удмуртской кухне чаще всего используется льняное и конопляное масла. В блюда в качестве приправы обычно добавляют лук и чеснок.

## Традиционные блюда

### Хлеба
- Нянь — кислый удмуртский хлеб из муки грубого помола, обычно ржаной или овсяной.

- Табани — лепешки из кислого теста, похожие на блины. Готовили их обычно по праздникам и ели с зыретом, творогом, сметаной, медом, ягодами или картофельным пюре.

- Мильым олашки — удмуртские лепешки из мятого картофеля. Едят их обычно со сливочным маслом.

### Супы
- Нюгыли — традиционный удмуртский суп с домашней лапшой. Подаётся как с мясом, так и без. Помимо лапши, в нугыли также кладут горох, картофель и лук.
- Кубистаен шыд — удмуртские щи.
- Ишкемен шыд — гороховый суп с мясом и картофелем.
- Тыкмачен шыд — суп с домашней лапшой.
- Низилиен шыд — суп с кусочками кислого теста.
- Быдэс шыд — праздничный суп из гуся.
- Гуре пуктэм — жирный праздничный суп из баранины с овощами.
- Чорыглын — рыбный суп.
- Аръянэн жожон — летний суп из толокна, залитого айраном. Подают в холодном виде.
- Сугонэн аръян — похлёбка холодного айрана с зелёным луком.
- Сюкасен кушман — летняя похлёбка на основе кваса. Им заливают тёртую редьку, смешанную со сметаной.

### Главные блюда
- Пельмени (пельнянь) — широко известное блюдо, распространённое среди удмуртского народа. Название пельмень произошло от слов пель (ухо) и нянь (хлеб). У удмуртов пельмени принято готовить из нескольких видов мяса с луком, но без специй, и подавать с мясным бульоном. Также пельмени делают из капусты, редьки, творога, грибов, рыбы и даже крапивы.

- Перепечи — ещё одно известное удмуртское блюдо, открытые пирожки из пресного теста с различными начинками: мясо, картофель, капуста, грибы, травы и т. п.
- Щарченянь — запеченные пирожки из брюквы и курицы.
- Кыстыбей — пшенная каша на мясном бульоне, завернутая в сложенную пополам пресную лепешку.
- Жуко мильым — удмуртские фаршированные мясом блинчики.
- Кожы пог — запеченные в духовке тефтели из горохового пюре.
- Пыжем кунян силь — запеченая телятина.
- Пыжем лудкеч — запеченый заяц.
- Сылалтэм кубистаен пельнянь — пельмени с квашеной капустой.
- Студень — удмуртский холодец, который готовят из субпродуктов (ушей, губ и ног).
- Курег пуз табань — омлет с добавлением шкварок и мелко нашинкованной капусты.
- Кожы кисаль — удмуртский кисель из гороховой муки.
- Кортчал — густой кисель из овсяных отрубей, который обычно подают со сливками или топленым маслом.

### Салаты и закуски
- Виртырем — удмуртская кровяная колбаса, которую готовят в кишках из крови, смешанной с салом и крупами.
- Горд кушманэн кокрок — печеные пирожки из пресного теста с начинкой из свеклы.
- Мусэн кубиста — салат из капусты с печенью.
- Сяртчинянь — пирожки из пресного теста с начинкой из брюквы со шкварками и гречкой или перловкой.
- Салат Зуринский — удмуртский салат из редьки, огурца и варёного картофеля. Едят его, заправив сметаной с уксусом и посыпав зеленью.
- Салат Ижевский — современный удмуртский салат из отварной курицы с грибами, огурцом, отварным картофелем и листьями салата.
- Салат лесной — из солёных грибов с отварным картофелем и зеленью.

### Десерты
- Бискыли — печенье, которое по удмуртской традиции обычно преподносили в качестве гостинца.
- Шу кисаль — густой калиновый кисель, который ели ложкой в холодном виде.

### Напитки
- Йӧлпыд — традиционный удмуртский кисломолочный напиток.
- Сюкась — хлебный квас.
- Варенча — свекольный квас.

Также удмурты пьют ягодные морсы, соки и разные виды чая из сушеных листьев (смородина, мята, душица).

### Алкоголь
- Аракы — хлебный самогон.
- Кумышка — хлебное вино из злаков.
- Варсь — ржаной напиток. Популярен в Шарканском районе.
- Сур — удмуртское пиво.